# Songbird
Songbird va ser un reproductor multimèdia lliure que alhora podia fer la funció de navegador web. Fundat per Rob Lord i desenvolupat per Pioneers of the Inevitable (els membres de la qual havien treballat per Winamp i el Yahoo! Music Jukebox), va ser llançat el 2006. Es caracteritzava per permetre la instal·lació d'extensions i temes (anomenats Plomatges) similars als del Firefox. Internament, el programa utilitzava la tecnologia de Mozilla XULRunner i el GStreamer i inicialment funcionava en sistemes Windows, Mac OS X i Linux.
El 2010, es va anunciar que les versions següents del Songbird ja no funcionarien en sistemes Linux, i això va fer que diversos col·laboradors en creessin un fork que es va anomenar Nightingale.
El 14 de juny del 2013 els desenvolupadors van anunciar que aturaven el desenvolupament del Songbird per problemes de finançament de l'empresa.